# Primera División 1941 (Argentinië)
In 1941 werd het elfde profseizoen gespeeld van de Primera División, de hoogste voetbaldivisie van Argentinië. River Plate werd kampioen.

## Eindstand
| Plaats | Club                        | Wed. | W  | G  | V  | Saldo | Ptn.   |
| ------ | --------------------------- | ---- | -- | -- | -- | ----- | ------ |
| 01.    | CA River Plate              | 30   | 19 | 6  | 5  | 75:35 | 44     |
| 02.    | CA San Lorenzo de Almagro   | 30   | 17 | 6  | 7  | 67:46 | 40     |
| 03.    | CA Newell’s Old Boys        | 30   | 17 | 4  | 9  | 78:50 | 38     |
| 04.    | CA Boca Juniors             | 30   | 16 | 4  | 10 | 61:52 | 36     |
| 05.    | CA Independiente            | 30   | 15 | 4  | 11 | 67:53 | 34     |
| 06.    | CA Huracán                  | 30   | 14 | 6  | 10 | 57:48 | 34     |
| 07.    | Racing Club                 | 30   | 15 | 3  | 12 | 64:54 | 33     |
| 08.    | Estudiantes de La Plata     | 30   | 13 | 6  | 11 | 77:64 | 32     |
| 09.    | Ferro Carril Oeste          | 30   | 13 | 4  | 13 | 44:54 | 30     |
| 10.    | CA Tigre                    | 30   | 9  | 9  | 12 | 47:54 | 27     |
| 11.    | CA Atlanta                  | 30   | 8  | 10 | 12 | 59:73 | 26     |
| 12.    | Gimnasia y Esgrima La Plata | 30   | 8  | 4  | 18 | 50:73 | 20     |
| 13.    | CA Platense                 | 30   | 6  | 7  | 17 | 49:68 | 19     |
| 14.    | CA Lanús                    | 30   | 6  | 6  | 18 | 59:95 | 18     |
| 15.    | CA Banfield                 | 30   | 15 | 3  | 12 | 67:68 | 17 (*) |
| 16.    | CA Rosario Central          | 30   | 6  | 4  | 20 | 42:76 | 16     |

|  | Kampioen   |
|  | Degradatie |

- (*) Banfield kreeg 16 strafpunten

## Topschutters
| Speler                                       | Speler          | Goals | Club              |
| -------------------------------------------- | --------------- | ----- | ----------------- |
| Vlag van Argentinië                          | José Canteli    | 30    | Newell's Old Boys |
| Vlag van Paraguay                            | Arsenio Erico   | 26    | Independiente     |
| Vlag van Spanje (2 feb. 1938 - 10 okt. 1945) | Isidro Lángara  | 24    | San Lorenzo       |
| Vlag van Argentinië                          | José Liztherman | 23    | Racing Club       |
| Vlag van Argentinië                          | Rafael Sanz     | 21    | Banfield          |